# Karl Hoffmann-Scholtz

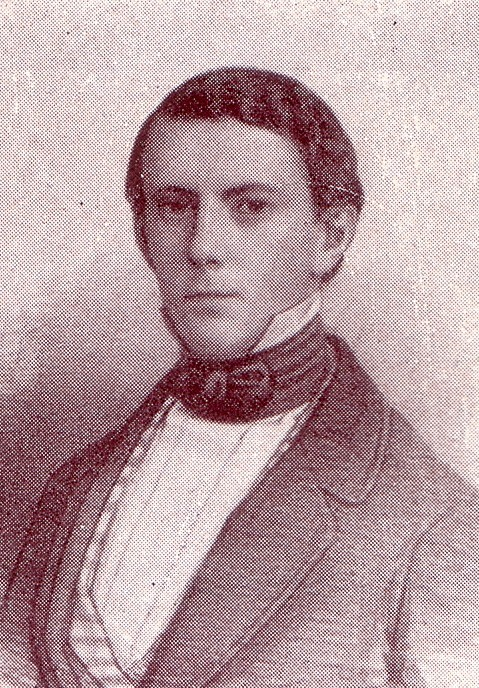
Karl Hoffmann-Scholtz

Karl Hoffmann-Scholtz (* 26. Dezember 1830 in Liegnitz, Provinz Schlesien; † 10. Mai 1888 in Berlin) war ein deutscher Verwaltungsjurist und Kommunalbeamter.

## Leben
Hoffmann-Scholtz war ein Sohn des Kreisgerichtsdirektors Hoffmann-Scholtz, Herr auf Pohlsdorf, Kr. Goldberg-Haynau, und seiner Frau Pauline geb. Müller. Er besuchte die Ritterakademie (Liegnitz)  und studierte an der Friedrichs-Universität Halle, der Rheinischen Friedrich-Wilhelms-Universität Bonn und Friedrich-Wilhelms-Universität zu Berlin Rechtswissenschaft. 1850 wurde er im Corps Borussia Bonn recipiert. Nach Beendigung seiner Studien wurde Hoffmann-Scholtz Gerichtsassessor (1858) und Kreisrichter in Löwenberg (1862). Er war 1863–1888 Landrat im Kreis Liegnitz und wurde als Geheimer Regierungsrat charakterisiert. Im Dreikaiserjahr war er kurzfristig Mitglied des Preußischen Abgeordnetenhauses.